# بشار (جحانه)

تعديل مصدري - تعديل

بشار هي إحدى قرى مديرية جحانة التابعة لمحافظة صنعاء اليمنية، بلغ تعداد سكانها 1083 حسب إحصائيات عام 2004.